# Canala poya
Canala poya is een spinnensoort in de taxonomische indeling van de Desidae.
Het dier behoort tot het geslacht Canala. De wetenschappelijke naam van de soort werd voor het eerst geldig gepubliceerd in 1992 door Gray.